# Post-humanisme
 (août 2009).
 (février 2018).
- Si vous ne connaissez pas le sujet, laissez ce bandeau (vous pouvez alors contacter les auteurs).
- Si vous supprimez le contenu mis en cause (vous pouvez préalablement contacter les auteurs),

argumentez précisément cette suppression dans la page de discussion
(un manque de référence n'est pas un argument ; une recherche réelle de référence doit avoir été effectuée, être formellement documentée).
 (décembre 2018).
Le post-humanisme est un courant de pensée né à la fin du XXe siècle, issu notamment des champs de la science-fiction, de l'art contemporain et de la philosophie, qui traite du rapport de l'humain aux technologies (biotechnologies incluses) et du changement radical et inéluctable que cette relation a provoqué ou risque de provoquer dans l'avenir. Le mot aurait été publié la première fois par Peter Sloterdijk en 1999, lors d'un colloque consacré à Heidegger et à la fin de l'humanisme, Sloterdijk postulant « que le développement des technosciences imposait d'envisager un nouveau système de valeurs accompagnant la production d'êtres nouveaux et légitimant le pouvoir de ceux qui bénéficieront des technologies d'augmentation de l'être humain ». Pour Sloterdijk, le transhumanisme, encore mal défini, serait une transition vers le posthumanisme. Il se veut international, avec une association World Transhumanist Association créée en 1998 puis renommée Humanity+[réf. souhaitée].
Selon cette conception, la science aurait modifié la condition humaine et serait capable de la modifier encore (par le génie génétique par exemple) au point que l'humanité serait à un tournant radical de son histoire, voire à la fin de son histoire. Elle devrait aussi « s'élargir au non humain (cyborgs, clones, robots, tous les objets intelligents), l'espèce humaine perdant son privilège au profit d'individus inédits, façonnés par les technologies ».
Certains des tenants de cette vision appellent à une révision des « conceptions sociologiques, éthiques, politiques et culturelles dans le rapport de l'homme avec lui-même et à la machine ». D'autres pensent qu'il est nécessaire de ralentir ou de renverser cette évolution qu'ils perçoivent comme une dégradation.
L'intérêt contemporain pour le posthumanisme transparait également au niveau de la production et de la théorie littéraires. Alors que l'on associait encore le posthumanisme et la figure du posthumain au genre de la science-fiction au début du XXIe siècle, le nouveau concept catégoriel de « littérature du posthumain » directement lié à ces thématiques semble de plus en plus s'imposer dans le monde.   

## Un constat, plusieurs visions
La post-humanité doit-elle conduire à redéfinir l'humain et à une réécriture de notre société ou plutôt à un retour à l'animal biologique ? Le vieil humanisme reste-t-il une philosophie pertinente, ou doit il être ressourcé, réinventé, voire abandonné ? Hervé Fischer oppose dans un article de 2004 de la revue québécoise Arguments ce qu'il appelle l'hyperhumanisme (« Hyper pour plus d'humanisme grâce aux hyperliens qui augmentent la conscience planétaire en temps réel ») aux trans- et posthumanisme qu'il considère comme des utopies technologiques toxiques.
Selon George Steiner : « Au sens biologique, nous contemplons déjà une culture diminuée, une après-culture ». D'autres, comme Dominique Lecourt, tempèrent la prophétie : « Le discours des bio-catastrophistes domine le monde […]. Montrés du doigt, médecins et chercheurs menaceraient la nature humaine elle-même en bouleversant la procréation, la sexualité, l'alimentation, le vieillissement, la mort… Bref, l'humanité serait appelée à disparaître […]. La post-humanité est aujourd'hui dépeinte sous les traits de l'inhumanité même. Mais l'éthique ne saurait se borner à formuler des interdictions. Elle a vocation à explorer et affiner de nouveaux modes d'être. Cela relève de la responsabilité de tous ».
Pour Jean-Paul Baquiast, le concept de post-humanisme renvoie à « un produit de l'évolution biologique darwinienne. Il n'est pas davantage finalisé ni contrôlé que les autres phénomènes évolutifs. » C'est une « lame de fond », un « changement inévitable qu'impose aux sociétés traditionnelles le développement explosif et multiforme des sciences et des techniques, notamment dans le domaine du computationnel et de l'artificiel ».
Selon certains, un post-humain serait un être transformé par la technologie en autre chose qu’un être humain (il pourrait ne pas avoir besoin de naître biologiquement ou pourrait ne pas mourir). Mais Steven Pinker, un neuroscientifique cognitif, interroge : « Si un chirurgien remplace un neurone par un circuit intégré qui copie fidèlement son fonctionnement. Vous ressentez les choses de la même manière et vous vous comportez comme auparavant. Ensuite, il remplace un autre neurone de la même manière, puis un troisième jusqu’à ce que la plus grande partie de votre cerveau soit constituée de puces électroniques. Puisque chaque puce fonctionne exactement comme le neurone qu'elle remplace, votre comportement et votre mémoire ne sont pas modifiés. Pourriez-vous noter une différence ? Est-ce que c'est la même chose que mourir ? Est-ce qu’une autre entité a emménagé à l’intérieur de vous ? ». Jean-Michel Besnier fait valoir que pour des raisons épigénétiques, les neurobiologistes estiment qu'il ne saurait y avoir de cerveau isolé comme l'imaginent les posthumanistes ou transhumanistes.

## Apparition de post-humain
Les premières représentations du post-humain sont directement tirées de l'imaginaire de la science-fiction, notamment du cyberpunk, où apparaissent des humains « connectés », surchargés de prothèses en tout genre, mi-hommes, mi-machines. En marge de la science-fiction de type cyberpunk et de la dystopie, une nouvelle forme littéraire apparue au début du XXIe siècle, la fiction posthumaniste, élabore un espace romanesque inédit qui représente et questionne le devenir annoncé de l’humanité, de sa réalité biologique et de son organisation sociale.
En littérature, le posthumain désigne généralement « toute espèce issue ou ayant un lien de proximité avec l’humain qui transcende ce dernier par son potentiel d’action et son degré de liberté ».
L'artiste Stelarc a réalisé des machines et des structures qui prennent ce leitmotiv au pied de la lettre. La figure du mutant post-humain, doté de pouvoirs extra-sensoriels, apparaît également dans les romans de Maurice Dantec.
Selon Jean-Michel Besnier, l'apparition du phénomène des clones, des robots, cyborgs et autres organes artificiels, conduit naturellement au constat suivant : la science-fiction d'hier devient notre réalité et l'on se demande déjà comment préserver une définition de l'humain. Chez ceux que les machines fascinent, Jean-Michel Besnier perçoit une forme de lassitude – voire de honte – d'être seulement hommes. Aux autres qui, au nom d'idéaux humanistes, refusent les progrès techniques, il reproche en revanche leur inconséquence : n'ont-ils pas cru que la liberté humaine consistait à s'arracher à la nature – ce que la technique permet d'obtenir effectivement ?
Les métaphysiciens de toujours souhaitent que l'Esprit triomphe de la Nature. Les visionnaires d'aujourd'hui, proclamant l'avènement du posthumain, annoncent la réalisation concrète de cette ambition. Grâce à son ingéniosité, l'homme n'aura bientôt plus le souci de naître : il s'autoproduira. Il ne connaîtra plus la maladie : des nanorobots le répareront en permanence. Il ne mourra plus, sauf à effacer volontairement le contenu téléchargé de sa conscience. Mais comment vivrons-nous dans ce monde-là ? Quelle éthique nous mettra en harmonie avec une humanité élargie, capable d'inclure autant les animaux que les robots ou les cyborgs ? Quels droits, par exemple, devrons-nous accorder à ces robots chargés, là où les hommes sont défaillants, de rendre nos fins de vie plus humaines ? Les utopies posthumaines nous obligent à affronter ces questions, à évaluer nos dispositions à engager le dialogue avec cet autre, hier animal ou barbare, aujourd'hui machine ou cyborg. N'est-ce pas là justement, aujourd'hui comme hier, que se joue la grandeur de l'humain ?

## De quelques différences entre post-humanisme et transhumanisme
Les différences entre transhumanisme et posthumanisme sont beaucoup plus complexes à définir que celles qui distinguent les notions de transhumain et de posthumain. L’ouvrage « Fictions posthumanistes » permet de mieux comprendre et distinguer les phénomènes du transhumanisme et du posthumanisme.
Selon les acteurs du mouvement transhumaniste, nous serions actuellement des transhumains, c'est-à-dire des êtres en transition vers un statut de posthumain[réf. nécessaire]. Le préfixe trans souligne ici la phase intermédiaire du corps en dépassement de sa condition humaine et le préfixe post se réfère aux entités dont les limites du corps capacitaires seraient augmentées, voire dépassées de manière radicale. Tel que le souligne l'historien français Frank Damour et le philosophe français David Doat, le transhumanisme et le posthumanisme sont « […] des courants culturels et de pensée qui se positionnent distinctement par rapport à l'humanisme moderne pour en proposer des suites différentes ».
Si le transhumanisme s'efforce de penser la condition humaine à une ère de l'augmentation technologique, le posthumanisme, quant à lui, est fondé sur une critique de l'humanisme moderne et anthropocentrique en prônant une déhiérarchisation entre les êtres vivants et leurs environnements techniques, sociaux, culturels et écologiques. Selon la chercheuse Karen Barad, le posthumanisme a la spécificité de s'intéresser aux pratiques qui élèvent des barrières entre les notions d'humains et de non-humains pour mieux remettre en question notre vision de ces catégories. Les acceptions de ces termes sont variables selon le contexte d'énonciation à travers les multiples communautés de chercheurs, de militants ou d'experts qui les emploient.

## Sciences humaines etanthropocène
Le posthumanisme est une proposition de redéfinition des sciences humaines. Il s'inscrit dans le courant critique de l'humanisme, mouvement de pensée qui naît à la suite des grandes tragédies du XXe siècle (holocauste, génocides, bombe atomique). Il remet en cause les thèses humanistes universalistes qui découlent des Lumières et les idéaux positifs qu'elles véhiculent.
La critique de la définition de l'Homme et de ses objectifs émanant des Lumières se construit sur une définition de l'Homme produite par des sujets européens, masculins et privilégiés qui soutiennent la suprématie de l'Homme sur son environnement[réf. souhaitée].
Selon Rosi Braidotti, ce pouvoir doit être remis en question, car il mène l'humanité à sa perte (catastrophe naturelle, épuisement des ressources), engendrant des traumatismes et des catastrophes naturelles qui mettent en danger la pérennité de l'humanité et son habitat. Toujours selon la philosophe italienne, une redéfinition des rapports relationnels qu'entretient l'être humain avec la nature et les espèces non humaines est nécessaire pour envisager un concept d'être humain qui puisse aller au-delà d'une vision anthropocentrique du monde.
Ceci comprend une remise en question des dualismes entre Nature/Culture, Homme/Animal, Homme/Machine. À titre d'exemple, dans son article « Writing-Being: Another Look at the "Symbol-Using Animal" », Diane Davis remet en cause l'idée que l'Homme est le seul être vivant à écrire en montrant que certains singes ont aussi la possibilité de développer une forme d'écriture pour répondre à l'appel de la communauté.
Dans un contexte de capitalisme avancé, qui va de pair avec l'urgence climatique, l'avancée technologique et biogénétique est repensée dans une visée émancipatrice qui intègre les nouvelles formes de subjectivité, afin d'appréhender un futur viable ouvert aux transformations.

#### En anglais
- (en) Le manifeste posthumain
- (en) Glossaire des termes posthumains
- (en) Vers la reconnaissance de droits subjectifs naturels accordés aux robots ?

#### Ouvrages
- Mara Magda Maftei, Fictions posthumanistes, Paris, Éditions Hermann, 2022, 362 pages,  (ISBN 9791037019776)
- Mara Magda Maftei (dir.) Transhumanisme et Fictions posthumanistes, Revue des Sciences humaines, Paris, Presses Universitaires du Septentrion, n°341/janvier-mars 2021, 318 pages, GTIN13 (EAN13) 9782913761889
- Jean-Gabriel Ganascia, Le mythe de la singularité : faut-il craindre l'intelligence artificielle ?, Paris, Éditions du Seuil, coll. « Science Ouverte », 2017, 135 p. (ISBN 978-2-02-130999-7, OCLC 1077435849)
- Axel Devillers, Les chroniques du Post-humanisme, Edilivre, 2017, 40 p. (ISBN 978-2-414-02438-4, OCLC 994006081)
- Jean-François Mattei, Questions de conscience : de la génétique au posthumanisme, Paris, Éditions Les Liens qui Libèrent, 2017, 285 p. (ISBN 979-10-209-0549-9)
- Michel Nachez, Transhumanisme et posthumanisme : nos futurs... en mode "cyber" ?, 2016
- Frédéric Neyrat, Homo labyrinthus : humanisme, antihumanisme, posthumanisme, Bellevaux, Dehors, 2015, 173 p. (ISBN 978-2-36751-008-8)
- Gilbert Hottois, Jean-Noël Missa et Laurence Perbal, Encyclopédie du trans/posthumanisme : L'humain et ses préfixes, Vrin, 2015
- Brigitte Munier (dir.), Technocorps la sociologie du corps à l'épreuve des nouvelles technologies, Lormont, F. Bourin, coll. « Penser le monde », 2014, 185 p. (ISBN 979-10-252-0017-9).
- Jean-Paul Baquiast (préf. Paul Baquiast), Ce monde qui vient : sciences, matérialisme et posthumanisme au XXIe siècle, Paris, L'Harmattan, 2014, 59 p. (ISBN 978-2-343-05055-3, OCLC 904581867, lire en ligne)
- Gérard Chazal (préf. Jean-Claude Beaune), Philosophie de la machine : néo-mécanisme et post-humanisme, Dijon, Éd. universitaires de Dijon, 2013, 295 p. (ISBN 978-2-36441-046-6)
- Collectif, Aujourd'hui le posthumain ?, Revue Cités, no 55, PUF, 2013
- Olivier Gaudet, Réflexions sur le post humanisme, lulu.com, 2011
- Dominique Lecourt, Humain, posthumain : la technique et la vie, Paris, Presses universitaires de France, coll. « Science, histoire et société », 2003 (réimpr. 2011), 1re éd., 146 p. (ISBN 978-2-13-053054-1, OCLC 797195828).
- Jean-Michel Besnier, Demain les posthumains : le futur a-t-il encore besoin de nous, Paris, Pluriel, coll. « Documents », 2012, 208 p. (ISBN 978-2-8185-0282-2).
- Denis Baron, La chair mutante : fabrique d'un posthumain, Paris, Dis voir, 2008, 93 p. (ISBN 978-2-914563-40-6, OCLC 886364819).
- Henri Atlan et Frans B.M. de Waal, Les frontières de l'humain, Paris Paris, Cité des sciences et de l'industrie ; Le Pommier, coll. « Collège de la cité » (no 31), 2007, 111 p. (ISBN 978-2-7465-0335-9, OCLC 186974071)
- Antoine Robitaille, Le nouvel homme nouveau voyage dans les utopies de la posthumanite, Montréal, Boréal, 2007, 220 p. (ISBN 978-2-7646-0837-1 et 978-2-764-60929-3, OCLC 937844428).
- Frédéric Vandenberghe, Complexités du posthumanisme : trois essais dialectiques sur la sociologie de Bruno Latour, Paris Budapest Kinshasa, Éditions L'Harmattan, coll. « Diagonale critique », 2006, 244 p. (ISBN 978-2-296-01502-9, OCLC 263645783, lire en ligne)
- Serge Venturini, Éclats d’une poétique du devenir posthumain, 2000-2007 (Livre II), Éditions L’Harmattan, collection « Poètes des cinq continents », Paris, 2007 (livre dédié à Lucie Aubrac)  (ISBN 978-2-296-03301-6)
- Dominique Babin, PH1 : manuel d'usage et d'entretien du post-humain, Paris, Flammarion, 2004, 252 p. (ISBN 978-2-08-210279-7, OCLC 417675321).
- Peter Sloterdijk (trad. de l'allemand), Règles pour le parc humain pour un éclaircissement de la clairière, Paris, Mille et une nuits, 2010, 186 p. (ISBN 978-2-7555-0574-0, OCLC 830927769)
- (en) Cary Wolfe, What is Posthumanism ?, Minneapolis, University of Minnesota, 2009, 392 p. (ISBN 978-0-8166-6615-7)
- Isaac Asimov, I, Robot, 1950. Trad. fr. Les Robots, 1967

#### Articles
- Auguste Nsonsissa, « Remarques éthiques et philosophiques sur le post-humanisme », Sociétés, De Boeck Supérieur, vol. 131, no 1,‎ 2016, p. 51-60 (ISBN 9782807390751, DOI 10.3917/soc.131.0051, lire en ligne)
- Jean-Michel Besnier, « Le posthumanisme ou la fatigue d'être libre », La pensée de midi, Actes sud, vol. 30, no 1,‎ 2010, p. 75-80 (ISBN 9782742790487, lire en ligne)
- Nicolas Le Dévédec, « De l’humanisme au post-humanisme : les mutations de la perfectibilité humaine », Revue du MAUSS permanente,‎ 21 décembre 2008 (lire en ligne)
- Cyrille Bégorre-Bret, « Bioéthique et post-humanité », Les Études philosophiques, PUF, vol. 69, no 2,‎ 2004, p. 253-264 (ISBN 9782130544555, DOI 10.3917/leph.042.0253, lire en ligne)

Documents audio
- Jean-Michel Besnier, Le posthumanisme. Qui serons-nous demain ?, CD audio, éd. De vive voix, 2011
- Jean-Paul Baquiast, Michel Benasayag, Chronique du posthumain, 2008

### Vidéographie
- Cécile Denjean (1994) documentaire Un homme presque parfait (avec YouTube ; voir aussi Article de Wikipédia consacré à ce film)